# Gary Lockwood
Gary Lockwood; właściwie John Gary Yurosek (ur. 21 lutego 1937 w Los Angeles) – amerykański aktor filmowy i telewizyjny, którego przodkowie pochodzili z Polski.
Największe aktorskie sukcesy odnosił w latach 60. Najbardziej znany z roli dr Franka Poole’a w filmie Stanley'a Kubricka 2001: Odyseja kosmiczna (1968). W dwóch filmach partnerował Elvisowi Presley'owi: Dzikus z prowincji (1961) oraz Co się zdarzyło na Targach Światowych (1963). Zagrał także u Elii Kazana w melodramacie Wiosenna bujność traw (1961) i u Jacques’a Demy’ego w filmie Sklep z modelkami (1969). W westernie Szeryf z Firecreek (1968) partnerował Henry’emu Fondzie i Jamesowi Stewartowi. Od lat 70. pojawiał się przede wszystkim gościnnie w serialach telewizyjnych.

## Filmografia
Filmy

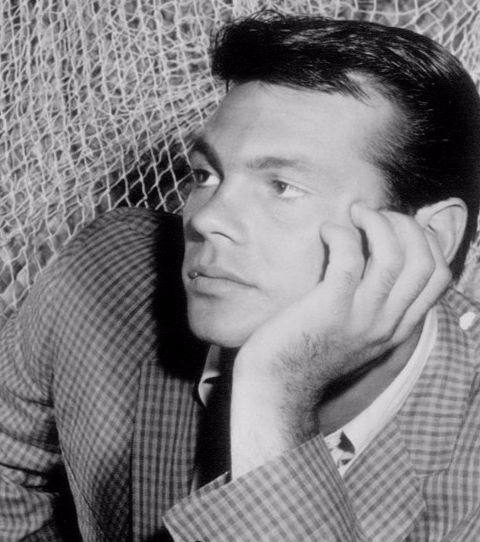
Gary Lockwood w wieku 25 lat (rok 1962)

- Dwa złote colty (1959) jako członek bandy
- Duby smalone (1960) jako rosyjski zawodnik
- Dzikus z prowincji (1961) jako Cliff Macy
- Wiosenna bujność traw (1961) jako Allen "Toots" Tuttle
- Magiczny miecz (1962) jako święty Jerzy
- Co się zdarzyło na Targach Światowych (1963) jako Danny Burke
- Szeryf z Firecreek (1968) jako Earl
- 2001: Odyseja kosmiczna (1968) jako dr Frank Poole
- Sklep z modelkami (1969) jako George Matthews
- R.P.M. (1970) jako Rossiter
- Dobrana para (1987) jako kpt. Kramer
- Strach na wróble (1995) jako burmistrz William Goodman

Seriale TV
- Gunsmoke (1955-75) jako Jim Stark (gościnnie; 1966)
- Perry Mason (1957-66) jako Davey Carroll (gościnnie; 1962)
- The Lieutenant (1963-64) jako porucznik William Tiberius Rice (główna rola)
- Combat! (1962-67) jako sierżant Meider (gościnnie; 1964)
- Star Trek (1966-69) jako komandor podporucznik Gary Mitchell (gościnnie; 1966)
- Ironside (1967-75) jako detektyw Jim Marshall  (gościnnie; 1974)
- Hawaii Five-O (1968-80) jako Kelsey (gościnnie; 1980)
- Mission: Impossible (1966-73) jako Nicholas Varsi (gościnnie; 1973)
- Barnaby Jones (1973-80) – róże role w 6 odcinkach
- Banaczek (1972-74) jako Owen Russell (gościnnie; 1973)
- Cannon (1971-76) jako Richard Halsey/Mark Terrence (gościnnie; 1975 i 1976)
- Ulice San Francisco (1972-77) jako Charley Belasco (gościnnie; 1977)
- Starsky i Hutch (1975-79) jako Jimmy Spenser (gościnnie; 1978)
- Aniołki Charliego (1976-81) jako Claude (gościnnie; 1980)
- T.J. Hooker (1982-86) jako agent Twill/Carey Dunston (gościnnie; 1984 i 1985)
- Niebezpieczne ujęcia (1984-85) jako Allan Crossland (gościnnie; 1984)
- Napisała: Morderstwo (1984-96) jako Harris Talmadge (1985)/Tom Carpenter (1987)/szeryf Deloy Hays (1991)/Sam Mercer (1994) – różne role w 4 odcinkach
- MacGyver (1985-92) jako Grant (gościnnie; 1988)
- Superboy (1988-92) jako Dexter Linton (gościnnie; 1989)
- Mroczne niebo (1996-97) jako Earl Warren (gościnnie; 1997)